# Reo Wilde
Reo Wilde (6 de octubre de 1973) es un deportista estadounidense que compitió en tiro con arco, en la modalidad de arco compuesto.
Ganó cinco medallas en el Campeonato Mundial de Tiro con Arco al Aire Libre entre los años 2007 y 2011, y diez medallas en el Campeonato Mundial de Tiro con Arco en Sala entre los años 1995 y 2014.

## Palmarés internacional
| Campeonato Mundial al Aire Libre | Campeonato Mundial al Aire Libre | Campeonato Mundial al Aire Libre | Campeonato Mundial al Aire Libre |
| Año                              | Lugar                            | Medalla                          | Prueba                           |
| -------------------------------- | -------------------------------- | -------------------------------- | -------------------------------- |
| 2007                             | Leipzig (Alemania)               | Medalla de oro                   | Equipo                           |
| 2009                             | Ulsan (Corea del Sur)            | Medalla de oro                   | Individual                       |
| 2009                             | Ulsan (Corea del Sur)            | Medalla de oro                   | Equipo                           |
| 2011                             | Turín (Italia)                   | Medalla de oro                   | Equipo                           |
| 2011                             | Turín (Italia)                   | Medalla de bronce                | Individual                       |
| Campeonato Mundial en Sala       |                                  |                                  |                                  |
| Año                              | Lugar                            | Medalla                          | Prueba                           |
| 1995                             | Birmingham (Reino Unido)         | Medalla de oro                   | Equipo                           |
| 2003                             | Nimes (Francia)                  | Medalla de oro                   | Individual                       |
| 2003                             | Nimes (Francia)                  | Medalla de oro                   | Equipo                           |
| 2005                             | Aalborg (Dinamarca)              | Medalla de oro                   | Individual                       |
| 2005                             | Aalborg (Dinamarca)              | Medalla de oro                   | Equipo                           |
| 2007                             | Esmirna (Turquía)                | Medalla de oro                   | Equipo                           |
| 2012                             | Las Vegas (Estados Unidos)       | Medalla de oro                   | Individual                       |
| 2012                             | Las Vegas (Estados Unidos)       | Medalla de oro                   | Equipo                           |
| 2014                             | Nimes (Francia)                  | Medalla de oro                   | Equipo                           |
| 2014                             | Nimes (Francia)                  | Medalla de plata                 | Individual                       |